# Membranofone

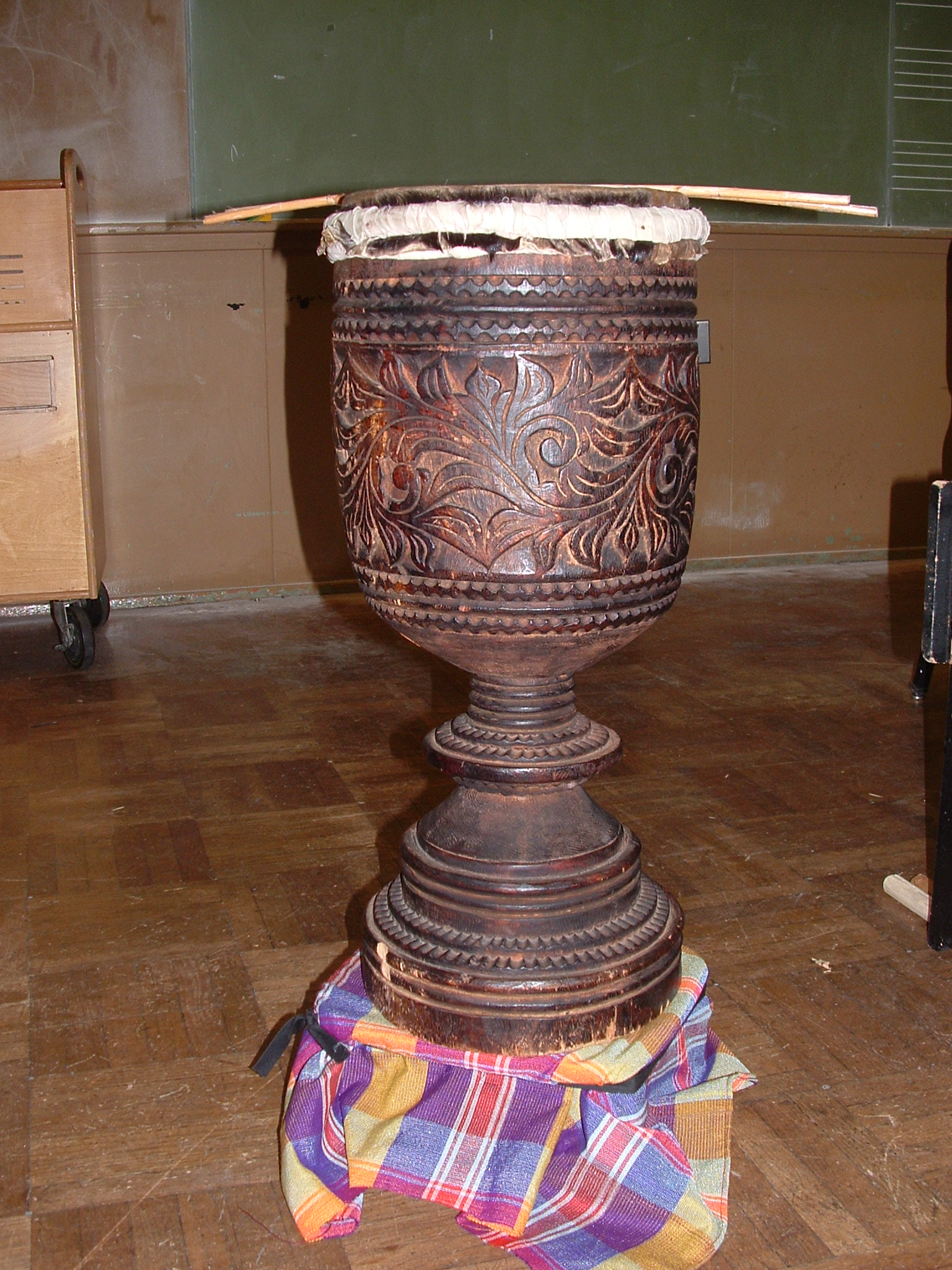
Um Membranofone.

Membranofones são instrumentos que produzem som com a vibração de membranas distendidas através da percussão. É uma das quatro principais divisões no sistema original de classificação de instrumentos musicais Hornbostel-Sachs.
São exemplos de membranofones os tambores e os kazoos.
Os membranofones podem ser classificados como:
- Tambores Percutidos: instrumentos cuja membrana é posta em vibração ao ser batida ou percutida. Inclui quase todos os tambores, tais como os timpanos e os tom-tons.
- Tambores Pinçados: São tambores que possuem uma corda fixadas à membrana. Quando a corda é pinçada, passa sua vibração para a membrana, que acompanha a vibração. Alguns acreditam que esta categoria pertença aos cordofones (ver abaixo), por exemplo: tambores indianos.
- Tambores Friccionados: tambores cuja pele ou corda fixada a ela é friccionada com as mãos, baquetas ou algum outro objeto, tais como a cuíca.
- Membranas Cantantes: São instrumentos que não produzem som, mas modificam o som da voz ou outros sons, através da ressonância de uma membrana, por exemplo: o kazoo e o mirlitão.